# Ніфонтова Руфіна Дмитрівна
Руфіна Дмитрівна Ніфонтова (рос. Руфина Дмитриевна Ни́фонтова; 15 вересня 1931, Москва, РРФСР, СРСР — 27 листопада 1994, Москва, Росія) — радянська і російська акторка театру і кіно. Заслужена артистка РРФСР (1962). Народна артистка РРФСР (1966). Народна артистка СРСР (1978). Кавалер орденів «Знак Пошани» (1967), Трудового Червоного Прапора (1974), Дружби народів (1981).

## Життєпис
Закінчила Всесоюзний державний інститут кінематографії (1957, майстерня Ольги Пижової, Б. Бібікова).
У 1955—1957 роках — акторка Театру-студії кіноактора.
З 1957 року — акторка Академічного Малого театру.
У 1955 році дебютувала в кінематографі у фільмі «Вольниця» в головній ролі (Настя).
В кіно та фільмах-спектаклях зіграла понад сорок ролей.
Плідно працювала на радіо: брала участь у численних радіопостановках з провідними радянськими артистами; записувала поетичні програми віршів Я. Полонського, Р. Джефферса, Л. Українки, Л. Щіпахіна.
У 1986—1991 рр. — секретарка Правління Спілки театральних діячів РРФСР.
Похована на Ваганьковському кладовищі.

## Фільмографія
- «Одна ніч» (1956)
- «Полечко-поле» (1956, Валя Чернишова)
- «Вольниця» (1956, Настя)
- «Кам'яне гніздо» (1957, фільм-спекталь; Ілона)
- «Ходіння по муках» (1957—1959, Катя)
- «День, коли виповнюється 30 років» (1961, Світлана)
- «Російський ліс» (1964, Елана Іванівна, мати Поліни)
- «Перестань, Мадлене!» (1964, фільм-спектакль; радянська журналістка)
- «Палата» (1964, Ксенія Іванівна, подруга Новикова)
- «Перший відвідувач» (1965, Олександра Коллонтай)
- «Дачники» (1966, Варвара Михайлівна Басова)
- «Рік як життя» (1966, Женні Маркс)
- «Невідома…» (1966,  Рута Янсон)
- «Вони живуть поруч» (1967, Надія Павлівна Калітіна)
- «Інтервенція» (1968, мадам Токарчук, нальотчиця)
- «Любов Ярова» (1970, Павла Петрівна Панова)
- «Розплата» (1970, мати Каті)
- «Двадцять років по тому» (1971, герцогиня де Шеврез)
- «Небезпечний поворот» (1972, міс Мод Мокрідж)
- «Світить, та не гріє» (1972, фільм-спектакль; Ганна Володимирівна Реньова)
- «Батьки і діти» (1974, Анна Сергіївна Одинцова)
- «Дім Островського » (1974, фільм-спектакль; Анна Реньова)
- «Птахи нашої молодості» (1974, фільм-спектакль; тітонька Руца)
- «Фальшива монета» (1975, фільм-спектакль; Поліна)
- «День відкритих дверей» (1975, фільм-спектакль; мачуха Олі)
- «Вишневий сад» (1976, телеспектакль; Любов Андріївна Раневська)
- «Оптимістична трагедія» (1977, телеспектакль; комісарка)
- «Ризик — благородна справа» (1977, актриса)
- «З коханими не розлучайтесь» (1979, народна суддя)
- «Жиголо і Жиголетта» (1980, Єва Баррет)
- «Товариш Іннокентій» (1981, Серебрякова)
- «Контрольна зі спеціальності» (1981, Любов Савеліївна Орешко)
- «Сніг на зеленому полі» (1981, Клавдія Іванівна Лук'янова, завуч)
- «Вам і не снилося…» (1981, мати Тетяни)
- «Рік активного сонця» (1982, Віра Колосова)
- «Фома Гордєєв» (1983, телеспектакль)
- «Час і сім'я Конвей» (1984, місіс Конвей)
- «Берег його життя» (1985, мати Миклухо-Маклая; Одеська кіностудія)
- «Холопи» (1988, Глафіра, кухарка, незаконнонароджена дочка княжни)
- «Іван» (1988, фільм-спектакль; Марія)
- «Божевільна любов» (1992, пацієнтка психлікарні).

Знялась в українських фільмах:
- «Помилка Оноре де Бальзака» (1969, Евеліна Ганська)
- «Родина Коцюбинських» (1970 В. І. Коцюбинська).

## Фестивалі та премії
- 1956: МКФ у Карлових Варах — За найкращу жіночу роль («Вольниця», 1955)
- 1958: Всесоюзний кінофестиваль — За найкращу жіночу роль («Ходіння по муках» (1957. Ф. 1-й: «Сестри»)
- 1960: Всесоюзний кінофестиваль — За найкращу жіночу роль («Ходіння по муках» 1958. Ф. 2-й: «Вісімнадцятий рік»)

## Пам'ять
Пам'яті акторки присвячені телепередачі:
- 1999 — «Руфіна. Розділ п'ятдесят четвертий» в документальному циклі Леоніда Філатова «Щоб пам'ятали» (режисерка Ольга Мединська).
- 2006 — (рос.) «Руфина Нифонтова. Она была непредсказуема…» (т/к «Культура», режисерка Олена Нікітан).